# Vitiaziella cubiceps
Vitiaziella cubiceps är en fiskart som beskrevs av Rass, 1955. Vitiaziella cubiceps ingår i släktet Vitiaziella och familjen Cetomimidae. Inga underarter finns listade i Catalogue of Life.